# Graues Schloss (Mihla)
Das Graue Schloss ist ein ehemaliges Wohnschloss, das auf den Grundmauern einer mittelalterlichen Wasserburg am Ufer der Werra bei Mihla im Wartburgkreis in Thüringen erbaut wurde. Seine baulichen Reste befinden sich auf 190 Meter Höhe im Westen der historischen Ortslage von Mihla, unmittelbar am Ufer der Werra und dem hier einmündenden Flüsschen Lauterbach.

## Geschichte
In unmittelbarer Nachbarschaft der Mihlaer Martinskirche befand sich eine mittelalterliche Wasserburg. Sie wurde von den Herren von Mihla, Lehensmännern der Mainzer Erzbischöfe und der Thüringer Landgrafen bewohnt, einem Zweig der Truchsesse von Schlotheim. 1399 wurden die Herren von Roßdorf mit Mihla belehnt, es folgten die Heilingen und Wangenheim. 1436 erwarb die Adelsfamilie von Harstall Ort und Burgsitz Mihla, sie wurden Lehns- und Gerichtsherren.

### Umbau zum Schloss
Zu Beginn des 16. Jahrhunderts begann der Umbau dieser Burg zu einem Wohnschloss durch die von Harstall. Hierbei wurde unmittelbar östlich anschließend ein ausgedehnter Gutshof – das sogenannte Weiße Schloss – errichtet oder ausgebaut, von dem heute noch Nebengebäude bestehen; 1836 wurde es abgebrochen. Als dritte Schlossanlage bestand das ebenfalls im Besitz der Harstalls befindliche Rote Schloss jenseits des Lauterbaches am Weg nach Eisenach und Creuzburg.

### Erstürmung des Schlosses 1848
Während der Unruhen im März 1848 erhoben sich auch in Mihla die Guts- und Landarbeiter, um für die Verbesserung ihrer Lebensbedingungen zu kämpfen. Hierbei wurde das Graue Schloss am 13. März 1848 gestürmt, und der damalige Gutsbesitzer und Gerichtsherr, aber auch verschiedene Dorf-Obige und sogar der Mihlaer Pfarrer mussten vorbereitete Verzichtserklärungen auf Abgaben und Zinslasten unterzeichnen. Am 17. März stürmte aus Eisenach angefordertes Militär die besetzten Schlösser und die Pfarrei und nahm die Anführer des Aufruhrs gefangen. In der Folge wurde als wichtigstes Ergebnis die Separation der Grundstücke vollzogen, zumindest ein Teil der feudalen Lasten wurde abgeschafft. Eine spätere Amnestie der Landesregierung führte zur Freilassung der Verhafteten.

## Heutige Situation und Nutzung

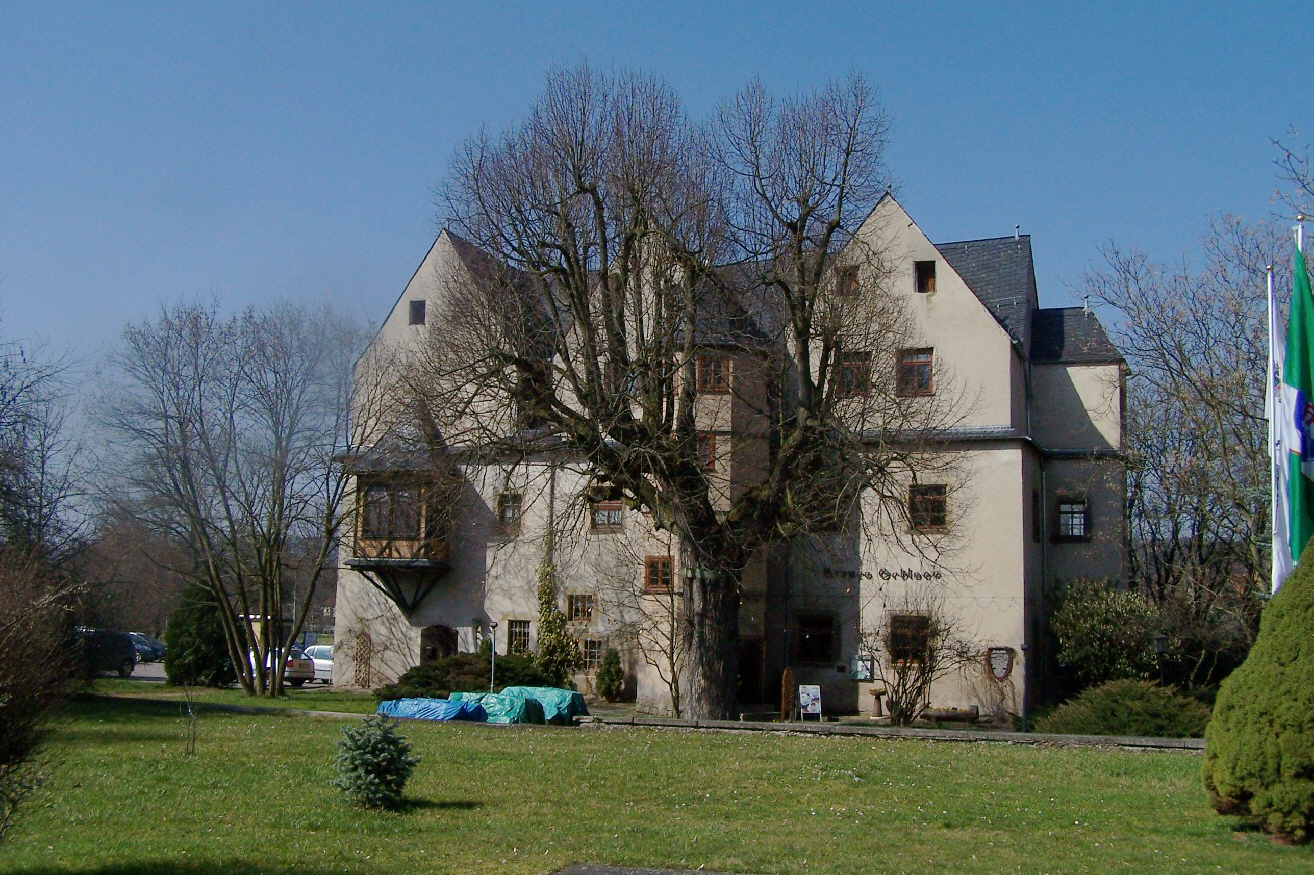
Ansicht von Süden mit der alten Linde (2009)

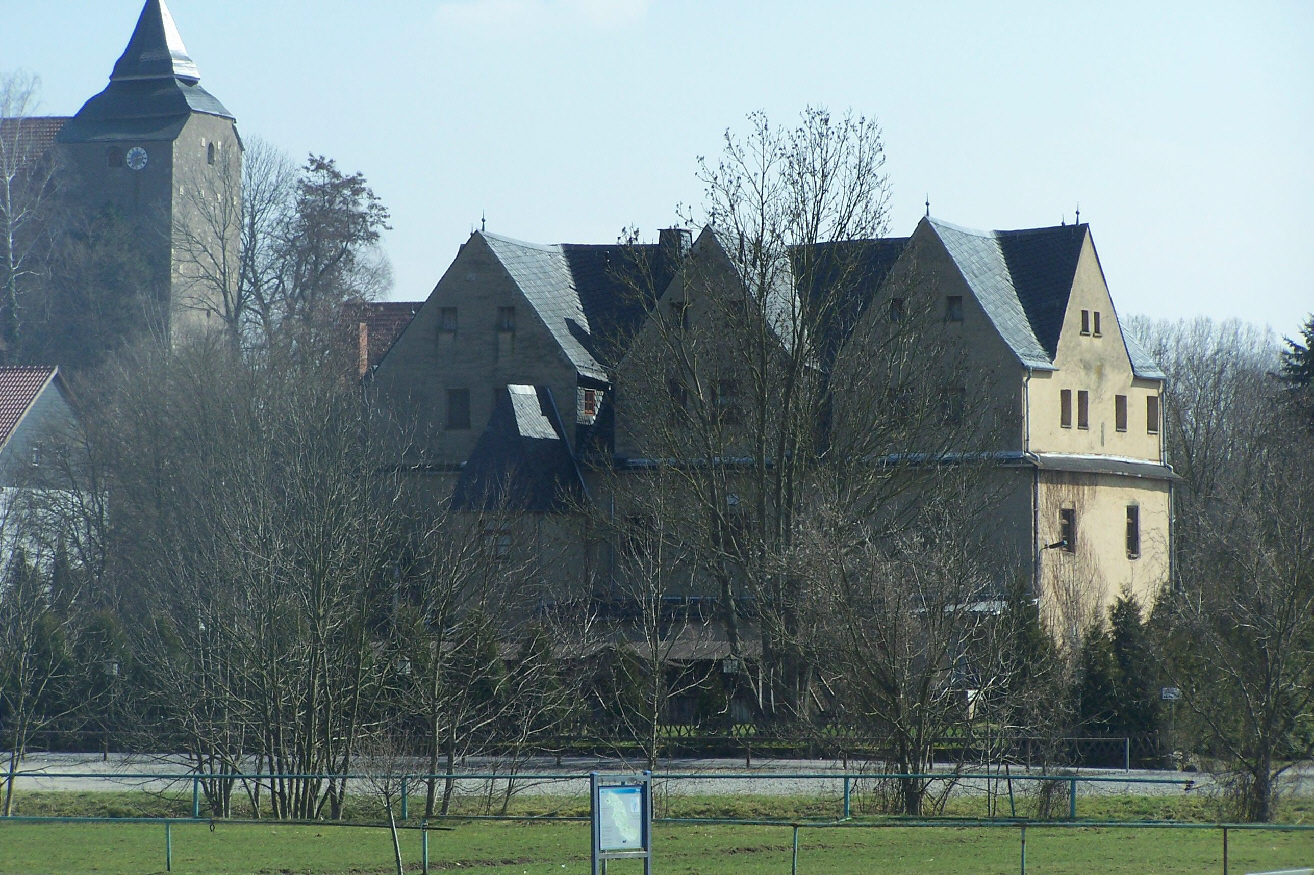
Ansicht von Norden

Die Familie von Harstall wurde 1945 mit Grauem Schloss und Rittergut von 523 ha entschädigungslos enteignet. 1971 wurde das Graue Schloss als Gaststätte eingerichtet. Die Schlossanlage ist ein ausgewiesenes Bau- und Bodendenkmal in Mihla und befindet sich im Privatbesitz. Die Burganlage wird noch immer als Gasthof und Hotel genutzt. Dazu wurden die Innenräume in den 1990er Jahren schrittweise saniert. Rings um das Gebäude befindet sich ein als Park genutzter Bereich mit altem Baumbestand und mehreren Gedenksteinen.
Die 250 bis 300 Jahre alte Linde vor dem Grauen Schloss war seit 1966 als Naturdenkmal ausgewiesen. Sie musste im Herbst 2013 gefällt werden, weil die Standsicherheit nicht mehr gewährleistet war.

## Beschreibung
Die aus Bruchsteinen errichtete Anlage entspricht dem typischen Renaissancestil der Wohnschlösser im unteren und mittleren Werratal und ähnelt Schlossbauten in Nesselröden und Madelungen. Das Gebäude ist aus ortstypischem Kalkstein erbaut und verfügt über jeweils drei hohe Giebelerker an der Nord- und Südseite. Der rechteckige Grundriss weist auf der Südseite einen vorspringenden Treppenturm auf, an der Ostseite befindet sich ein niedrigerer Vorbau. Der umgebende Wassergraben wurde bereits im 19. Jahrhundert zugeschüttet. Im Inneren sind besonders im Erdgeschoss und ersten Obergeschoss noch repräsentative Räume erhalten geblieben.